# ЛТ-5

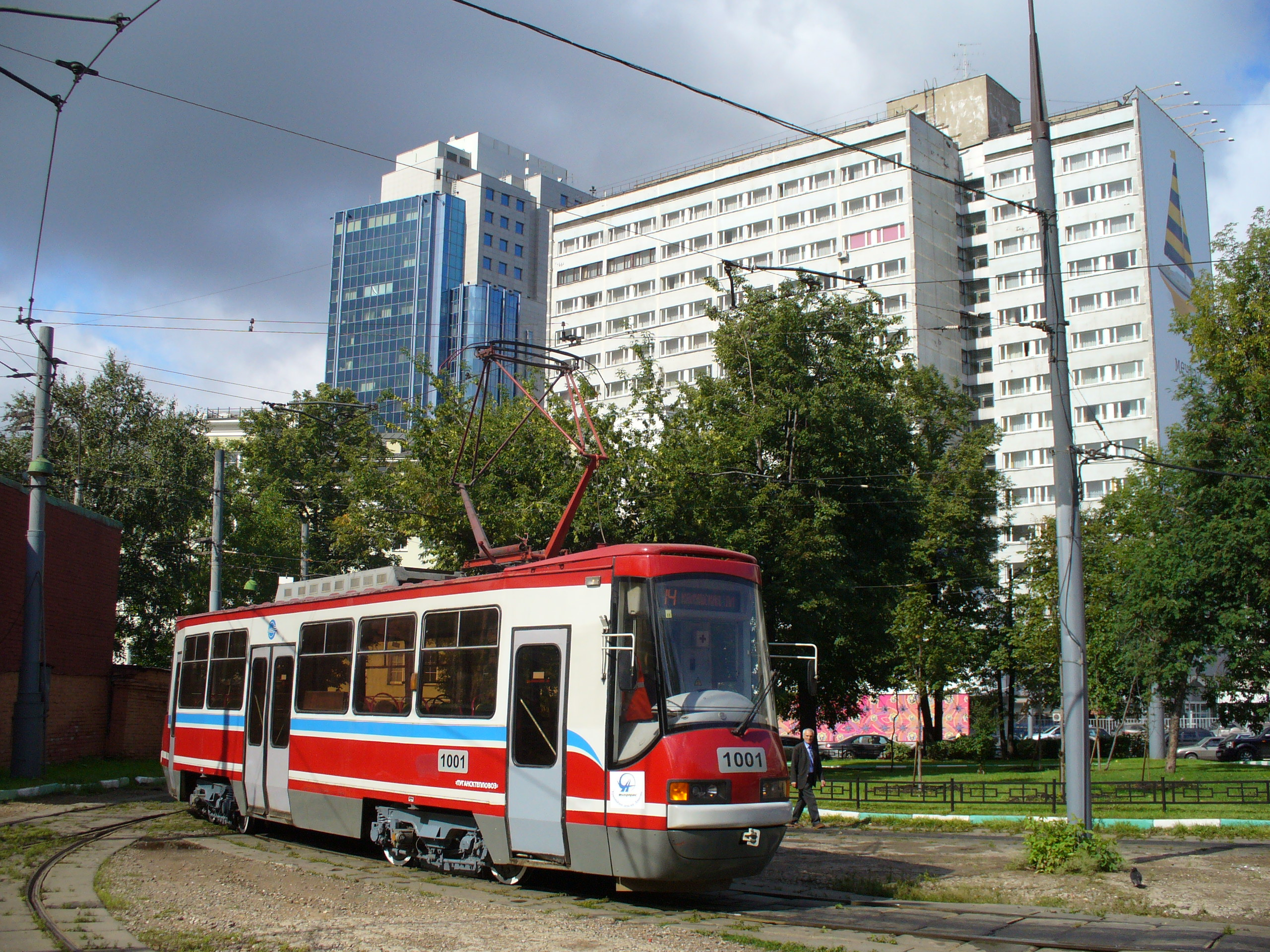
Московський вагон ЛТ-5 № 1001

ЛТ-5 — серія українських високопідлогових чотиривісних трамвайних вагонів. 4 вагони випущені у 2003 році на Луганському тепловозобудівному заводі.

## Технічні подробиці
Вагони були розроблені на замовлення міста Москви з метою забезпечення рухомим складом трамвайного депо ім. Апакова. Трамвайні вагони, що випускалися в той період, не проходили за габаритами на деяких деповських коліях. Нові вагони отримали найменування ЛТ-5. Вони оснащені комплектом електрообладнання від 71-608КМ і візками з двоступінчатим ресорним підвішуванням конструкції Луганського заводу, завдяки яким рух вагона навіть на поганих коліях дуже плавний.

## Доля вагонів
На початку 2003 року було побудовано 4 вагони, і вони почали проходити випробування у Луганську. 9 квітня 2003 вони прибули до Москви на станцію Угрешська, 10 і 11 числа їх відвезли у депо ім. Апакова. До 16 квітня був розконсервований перший вагон, і під час процедури приймання він здійснив поїздку по території депо перед начальством. 19 квітня о 15:40 ймовірно він же зробив перший самостійний виїзд на обкатку за територію депо — в той день він доїхав до Данилівської мануфактури. Після цього вагони майже кожен день стали їздити на випробування по мережі депо. Їздили в основному по лініях 1, 14 і 26 маршрутів. До 15 травня вагонам присвоїли паркові номери 1001-1004.
Пасажирська експлуатація вагонів почалася 1 червня 2003 року.
За станом на 2006 рік вагони тривалий час простоювали у депо через проблеми з конструкцією дискових гальм.